# Yo decido. El tren de la libertad
Yo decido. El tren de la libertad és una pel·lícula documental col·lectiva que va ser filmada per 80 cineastes el 2014 a Espanya. La pel·lícula es centra en una protesta massiva contra la reforma de la llei de l'avortament impulsada pel ministre Ruíz-Gallardón i el Partit Popular. La protesta va ser anomenada El tren de la llibertat. Entre les cineastes que van crear el Col·lectiu de dones cineastes contra la reforma de la llei de l'avortament hi ha Icíar Bollaín, Isabel Coixet, Patricia Ferreira, Ángeles González-Sinde o Esther García, productora de El Deseo.
L'estrena es va realitzar de manera simultània a 90 ciutats espanyoles i seguidament també a festivals internacionals com al Festival Internacional de Cinema de Sant Sebastià.

## Context social i polític
L'any 2010, el govern socialista encapçalat per José Luis Rodríguez Zapatero va reformar la Llei de l'avortament aprovada originalment pel Congrés dels Diputats el 19 de desembre de 2009, que va despenalitzar l'avortament durant les primeres catorze setmanes. La Llei es va aprovar el 5 de juliol de 2010 en substitució de la Llei Orgànica 9/1985. El Partit Popular, conservador, va presentar un recurs al Tribunal Suprem el juny de 2010 i va incloure la modificació de la llei com a part de la seva plataforma electoral de 2011.

## Argument
A finals de 2013, el govern espanyol liderat per Mariano Rajoy va proposar restringir dràsticament l'accés a l'avortament al país. Davant aquesta notícia, un xicotet grup de dones asturianes es mobilitza provocant que centenars de milers de persones de tot el país s'uneixin a elles i es traslladen a Madrid amb tren, ajuntant-se en una multitudinària manifestació i arribant fins i tot a altres capitals del món.
El documental recull testimonis de dones que durant la transició van lluitar pel seu dret a decidir i que ara es veuen impulsades a tornar a fer-ho per les seves filles i nétes.

## Producció

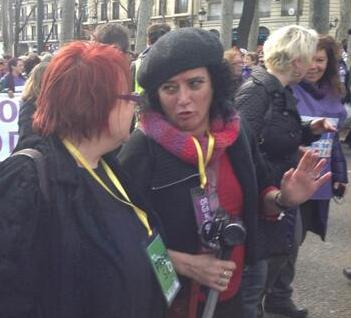
Georgina Cisquella en la Manifestació del tren de la llibertat

A proposta de la crítica de cinema Pilar Aguilar que va contactar amb algunes cineastes, Chus Gutiérrez va enviar un missatge a desenes de col·legues de professió 15 dies abans de la manifestació de l'1 de febrer de 2014. Esther García, productora d'El Deseo va dirigir l'equip de producció.

### Rodatge
Els equips de seguida van començar a organitzar-se primer per filmar i després per organitzar el material, preparar el muntatge i obtenir finançament.
80 cineastes repartides en més de 20 unitats de rodatge. Cada unitat estava centrada en un grup que arribava a Madrid des de diversos punts d'Espanya.
La pel·lícula va ser finançada a través del crowdfunding.

### Muntatge
Unes 80 cineastes van rodar més de 200 hores de material. Just després de la manifestació les cineastes varen descarregar el metratge al punt pactat al Passeig del Prado, un grup de voluntaris amb ordinadors portàtils i HDD van recollir la major part del material. Posteriorment es va facilitar l'emmagatzematge al núvol per a aquells que havien de marxar abans de lliurar les presses.
L'editora Teresa Font amb un petit equip va organitzar el material i va editar des de les instal·lacions d'El Deseo PC.
La gran quantitat de metratge i el fet que els cineastes "en cert sentit s'ho miraven per primera vegada" van fer que l'estructura de la pel·lícula només fos clara durant el muntatge. Ana Díez, directora, va dir sobre això:
Des que al començament vam veure el material de rodatge ens vam adonar que parlava per si mateix, les persones que deixen les seves declaracions a càmera tenen molt clar per què es mobilitzen, són molt conscients dels retallades de drets que estem patint. La força, la claredat i la dignitat de les seves postures demanaven només una estructura, un bon pols per unir les imatges i rescatar el sentit del ritme que els esdeveniments portaven implícits. Ens vam adonar que ens enfrontàvem a un documental musical. Des que les dones d'Astúries decideixen posar lletra i música a les seves reivindicacions i muntar-se al tren, les percussions de la batucada que marquen el ritme de la marxa, les cançons de La Solfónica que ajuden a fer la coreografia del muntatge, els lemes que canten les manifestants i les veus d'indignació que emeten les persones que van acompanyar tot el recorregut de la manifestació.

### Equip

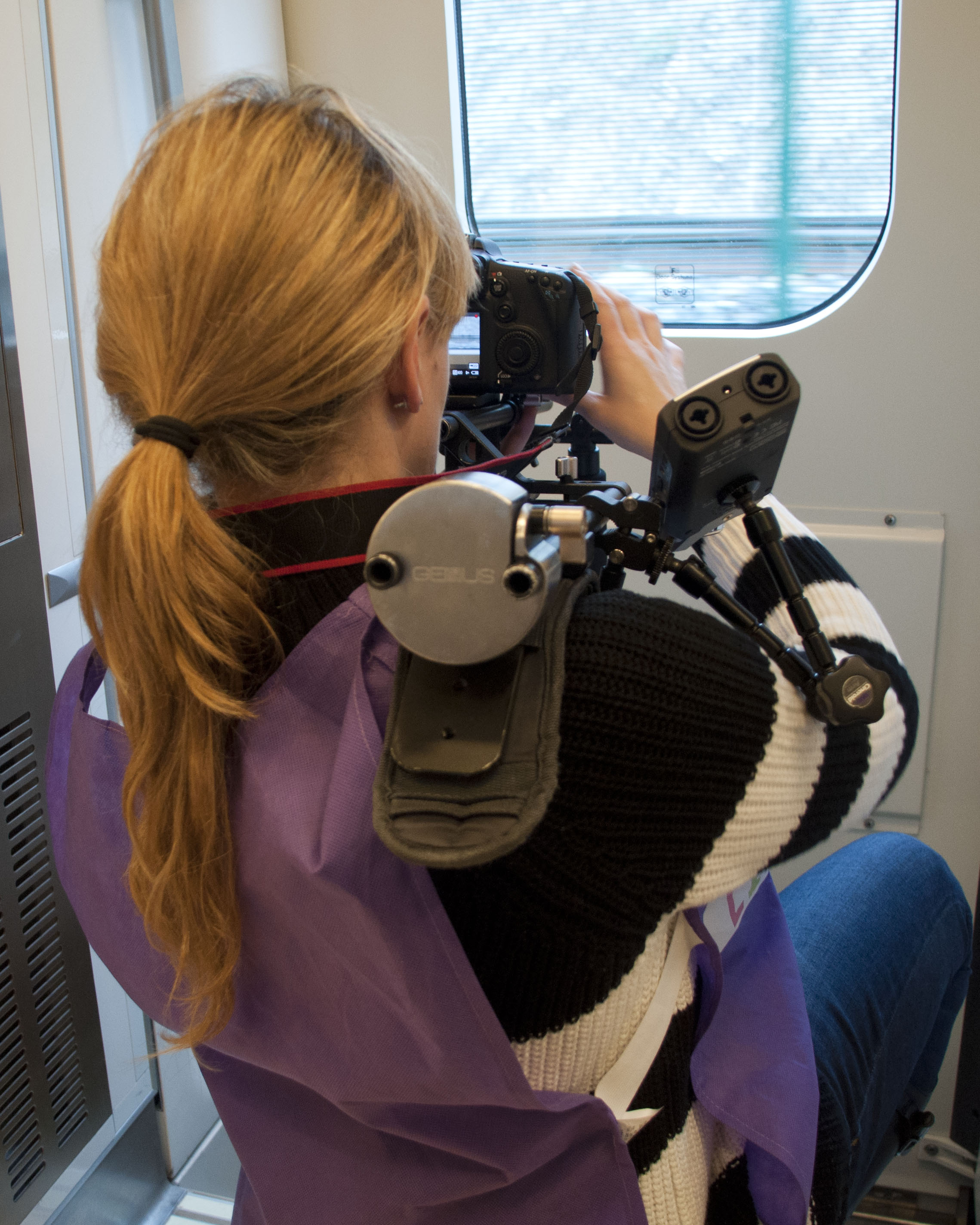
Realitzadora en la manifestació d'El Tren de la llibertat.

En el rodatge del documental van participar gairebé un centenar de cineastes que van crear el Col·lectiu de dones cineastes contra la reforma de la llei de l'avortament, entre elles Teresa Font, Icíar Bollaín, Georgina Cisquella, Elisa Coll, Amparo Fortuny, Esther García, Ángeles González-Sinde, Gracia Querejeta, Mireia Ros, Alba Sotorra o Carla Subirana.

## Estrena, rebuda i llegat
Desenes de milers de persones van participar en la mobilització del Tren de la Llibertat. Aleshores va ser considerada la protesta feminista més gran de la història d'Espanya. L'estrena es va realitzar de manera simultània a 90 ciutats espanyoles i també a festivals internacionals com al Festival Internacional de Cinema de Sant Sebastià.
Com a conseqüència del moviment El tren de la llibertat, el govern espanyol va haver d'abandonar els plans d'endurir la llei de l'avortament, acabant amb mesos d'especulació i va provocar la dimissió d'Alberto Ruiz-Gallardón, ministre de Justícia i artífex de la proposta d'avortament, encarregat de promulgar alguns dels la legislació més dura sobre aquest tema a Europa.